# Maurice Delorme
Maurice Paul Delorme IdP (* 20. November 1919 in Lyon; † 27. Dezember 2012 ebenda) war Weihbischof in Lyon. 

## Leben
Maurice Delorme empfing am 11. Oktober 1942 in Lyon die Priesterweihe. Er war Mitglied des Istituto del Prado, wo er von 1954 bis 1964 Ratsmitglied war. 
Delorme war von 1942 bis 1959 in verschiedenen Pfarreien tätig. 1959 wurde er Studentenpfarrer in Lyon. Von 1960 bis 1969 war er Diözesanseelsorger für die Arbeitnehmermission und wurde 1969 Generalvikar im Erzbistum Lyon und 1970 zum Archidiakon für die Vororte von Lyon bestellt.
Am 2. Oktober 1975 ernannte ihn Papst Paul VI. zum Titularbischof von Ottocium und zum Weihbischof in Lyon. Die Bischofsweihe spendete ihm der Erzbischof von Lyon, Alexandre-Charles Renard, am 16. November desselben Jahres; Mitkonsekratoren waren Alfred Ancel, emeritierter Weihbischof in Lyon, und Michel-Louis Vial, Bischof von Nantes. 
Auf nationaler Ebene engagierte er sich in der Religionskommission und in der Missionskommission auch außerhalb von Frankreich. 1987 wurde er von Papst Johannes Paul II. zum Geschäftsführer der Œuvres Pontificales Missionnaires in Frankreich bestellt. Papst Johannes Paul II. nahm am 3. Dezember 1994 sein aus Altersgründen vorgebrachtes Rücktrittsgesuch an.